# Псевдо-Плутарх
Псевдо-Плутарх (Лже-Плутарх, Лжеплутарх) — принятый в современной науке идентификатор для безымянных авторов различных по тематике и стилю трактатов на греческом языке, ранее приписывавшихся Плутарху. По традиции, восходящей к Максиму Плануду, они включаются в главный сборник его трудов «Моралии». Среди трактатов Псевдо-Плутарха «Малые сравнительные жизнеописания» (другое название — «Собрание параллельных греческих и римских историй», лат. Parallela minora), «Утешение к Аполлонию» (Consolatio ad Apollonium), «О судьбе» (De fato, II в.), «Жизнеописания десяти ораторов» (Vitae decem oratorum), «Мнения философов» (De placitis philosophorum), «О музыке» (De musica, II—III в.). Идентификатор «Псевдо-Плутарх» учёные применяют также к авторам нескольких трактатов, не входящих в традиционный каталог «Моралий», например, «О реках» (лат. De fluviis), «Строматы» (др.-греч. Στρωματεῖς), «О жизни и поэзии Гомера». Большинство трактатов написаны в эпоху поздней Античности (точная датировка невозможна), за исключением трактата «О благородстве» (лат. Pro nobilitate), который ныне считается ренессансной фальсификацией.

## Трактаты Псевдо-Плутарха

### О реках
Полное название: «О том, чьими именами названы реки и горы и что там родится». Трактат состоит из 25 глав, каждая из которых содержит сведения про определенную реку: миф о том, как река получила название, чудесные камни и растения, связанные с ней. Все сведения, за редким исключением, выдуманы.

 На горе Пангей растёт трава, которая называется «кифарой» по следующей причине. Женщины, разорвавшие Орфея, бросили его члены в реку Гебр. Голова смертного по воле богов превратилась в дракона, лира по желанию Аполлона стала созвездием, а из пролившейся крови появилась трава, которая называется «кифара». Когда справляются Дионисии, эта трава издаёт звуки кифары; местные же жители, одевшись в небриды и взяв тирсы, поют гимн:
Не размышляй, когда напрасны размышленья…
Об этом рассказывает Клитоним в третьей книге сочинения «О Фракии» 
Список персонажей Лжеплутарха (известные боги не включены):
- Аганиппа. Дочь Египта, отец принес её в жертву, разрубив на части[3].
- Агафиппа. Родила от Аполлона Хиоса[4].
- Агенор. Отец Сипила от Диоксиппы[5].
- Аксурт. Сын Евфрата, убит отцом[6].
- Алексироя. Родила от Диониса Карманора[7].
- Алексироя. Родила от Мигдона Сагариса[8].
- Алкиппа. Дочь Посейдона, сестра Астрея, изнасилованная братом[9].
- Алкмеон. Сын Стимфела. Увлекался конскими скачками и погиб[10].
- Алфей. Один из потомков Гелиоса. Убил своего брата Керкафа, преследуемый Карами, бросился в реку, названную его именем[10].
- Алфесибея. Мать Миэна от Телестора[11].
- Алфесибея. Нимфа, которой овладел Дионис в образе тигра, и она родила сына Меда[12].
- Анаксибия. Нимфа, которую полюбил Гелиос, она укрылась от него в святилище Артемиды Орфии и исчезла[13].
- Анаксибия. Родила Меандра от Керкафа[14].
- Апесант. Пастух, убитый Немейским львом, рождённым с помощью Селены, его именем названа гора[15]. По другой версии, это сын Акрисия, умерший на горе от укуса змеи[16].
- Аракс. Сын Пила. Боролся за царскую власть с дедом Арбелом и убил его выстрелом из лука. Когда за ним погнались Эриннии, бросился в реку, названную его именем[17]. По другой версии, получил прорицание принести в жертву двух девушек, но вместо своих дочерей принёс в жертву дочерей Мнесалка, но тот позже убил дочерей Аракса, который бросился в реку[17].
- Арандак. Отец Евфрата[6].
- Арар. Найдя во время охоты своего брата Кельтибера, растерзанного зверями, покончил с собой и бросился в реку, названную его именем[18].
- Арбел. Дед Аракса, которого тот убил выстрелом из лука[17].
- Арга. Нимфа, которую Зевс похитил из города Ликт и унес на гору в Египте, где она родила Диониса[19].
- Арктур. Отец Хионы, похищенной Бореем[20].
- Арсиппа. Спутница Артемиды. Её изнасиловал Тмол в храме Артемиды, и она повесилась[7].
- Артаксеркс. Отец Меда[6].
- Архелай. Сын Меандра, принесенный им в жертву[14].
- Астиоха. Родила от Ареса Калидона[21].
- Астрей. Сын Посейдона. Во время ночного празднества Афины овладел своей сестрой Алкиппой. Узнав об этом, бросился в реку, названную его именем (позднее Каик)[9].
- Атепомар. Вместе с Момором был лишен власти Сесеронеем и основал Лугдун[22].
- Атрак. Отец Дамасиппы[23].
- Ахелой. Сын Океана и нимфы Наиды, случайно сошёлся с дочерью Клиторией. Узнав об этом, бросился в реку, названную его именем[24].
- Балленей. Сын Ганимеда и Медесигисты. Установил праздник Балленей, от которого названа гора («Царская») во Фригии[25].
- Беот. Сын Посейдона. Взял в жены Еврифемисту[26].
- Берекинф. Первый жрец Матери Богов, его именем названа гора[27].
- Берос. Отец Танаиса от Лисиппы[28]. «Маслом Бероса» называют сок галинды[29].
- Гавран. Сын Роксана. Персидский сатрап, прожил 300 лет и умер без болезней, похоронен на горе, названной его именем[30].
- Галиакмон. Сын фракийца Палестина. Отец назначил его стратегом, он был убит[31].
- Галиакмон. Из Тиринфа, пас скот на Кукушкиной горе, увидел встречу Зевса и Геры и впал в безумие, бросившись в реку, названную его именем (позднее Инах)[32].
- Ганг. Сын Инда и Калаврии. В опьянении возлежал с матерью, после чего покончил с собой, бросившись в реку, названную его именем[33].
- Ганимед. Отец Балленея от Медесигисты[25].
- Гармафона. Жена Нила, мать Хрисохоя. Когда умер её сын, она гостеприимно приняла Исиду, и богиня приказала Осирису отпустить Хрисохоя из подземного царства[3].
- Гебр. Сын Касандра и Кротоники. Его оклеветала мачеха Дамасиппа, которая хотела его соблазнить. Отец хотел убить его, но Гебр бросился в реку Ромб, которая стала называться Гебром[23].
- Гегасий. Предок царя Пора[34].
- Гелика. Родила от Ареса Стримона[31].
- Геликон. Брат Киферона, был благочестив, погиб вместе с ним[35].
- Гем. Брат Родопы, полюбивший её и превращенный в гору[36]. Сюжет упомянут у Овидия.
- Гениох. Его царство унаследовал Гирпак[20].
- Гидасп. Отец Хрисиппы, бросился в реку Инд, которая стала называться Гидаспом[37].
- Гимер. Сын Лакедемона и нимфы Тайгеты. Из-за гнева Афродиты изнасиловал свою сестру Клеодику, и бросился в реку, названную его именем (позднее Эврот)[38].
- Гирпак. Сын Борея и Хионы, унаследовал царство Гениоха[20].
- Горгофон. Царь Эпидавра, свергнут с престола, нашёл рукоятку меча Персея и основал на этом месте город Микены[39].
- Дамасалкида. Дочь Оксиалка, которую изнасиловал Инд[40].
- Дамасиппа. Дочь Атрака, вторая жена Касандра, пытавшаяся соблазнить своего пасынка Гебра и оклеветавшая его[23].
- Демодика. Дочь Меона и Левкофеи, изнасилована своим братом Пактолом[4].
- Демодика. Мать Скамандра от Корибанта[41].
- Диоксиппа. Родила Сипила от Агенора. Случайно убита сыном[5].
- Диомед. Основал святилище Афины на Керавнийском холме, который назвал горой Афиней[42].
- Диорф. «Землерожденный», которого Митра породил от скалы. Поспорил с Аресом о доблести и был убит им, превратившись в гору[43].
- Дорофея. Родила от Ареса Стимфела[10].
- Еврифемиста. (Эврифемиста). Жена Беота, которую выбрала звезда[26].
- Еврот. (Эврот.) Стратег лакедемонян в войне с афинянами. Вступил в бой вопреки знамениям и был разбит, бросился в реку, названную его именем[38].
- Евфрат. Сын Арандака, отец Аксурта. Случайно убил своего сына и бросился в реку, названную его именем[6].
- Египт. Сын Гефеста и Левкиппы, царь. Когда наступил голод, пифия предрекла, что нужно принести в жертву царскую дочь Аганиппу. После жертвоприношения он бросился в реку, названную его именем (позднее Нил)[3].
- Ида. Девушка, родила от Эгесфия идейских дактилей. Исчезла в запретном святилище Реи, и Эгесфий назвал её именем гору[44].
- Инах. Отец Ио, которой овладел Зевс. Инах бранил Зевса, а тот наслал на него Тисифону. Гонимый ею, Инах бросился в реку, названную его именем[32]. За его хитрость Зевс поразил его молнией[45].
- Инд. От Калаврии имел сына Ганга[33].
- Инд. Знатный юноша, во время мистерий Диониса овладел Дамасалкидой, дочерью царя Оксиалка. Боясь мести, бросился в реку, названную его именем[40].
- Исмен. Сын Амфиона и Ниобы, бросился в реку Исмен[46]. Встречается у других авторов, но они отличают сына Амфиона от речного бога.
- Кавказ. Пастух, которого Прометей разрубил и, гадая по его внутренностям, узнал, где скрывается Крон, превратившийся в крокодила. Гора, где скрывался Крон и куда Зевс приковал Прометея, получила имя пастуха[20].
- Каик. Сын Гермеса и Окиррои. Убил Тимандра и, боясь мести, бросился в реку, названную его именем[9].
- Калаврия. Нимфа, родила Инду сына Ганга[33].
- Калидон. Сын Фестия, случайно убитый отцом[24].
- Калидон. Сын Ареса и Астиохи. Случайно увидев купающуюся Артемиду, превратился в скалу, дав своё имя горе[21].
- Карманор. Сын Диониса и Алексирои, погиб на охоте, раненый кабаном, его имя получила гора Карманорий (позже Тмол)[7].
- Касандр. Царь Фракии, от первой жены Кротоники имел сына Гебра, вторая жена — Дамасиппа[23].
- Кельтибер. Брат Арара, растерзан зверями[18].
- Керкаф. Отец Меандра от Анаксибии[14].
- Керкаф. Потомок Гелиоса, убит своим братом Алфеем в борьбе за власть[10].
- Киферон. Мальчик, которого полюбила эринния Тисифона, но он отказал ей, и змея задушила его, а гора Астерий получила его имя[26]. По другой версии, был братом Геликона, убил своего отца и хотел убить брата, но погиб вместе с последним[35]
- Клеодика. Дочь Лакедемона и Тайгеты, сестра Гимера, изнасилованная им[38].
- Клитория (Клейтория). Дочь Ахелоя, с которой возлежал отец[24].
- Кордий. Отец Роксаны[6].
- Корибант. Отец Скамандра от Демодики[41].
- Критобула. Родила от Ареса Пангея[47].
- Кротоника. Первая жена Касандра[23].
- Левкиппа. Родила от Гефеста Египта[3].
- Левкофея. От Меона родила Пактола и Демодику[4].
- Лилей. Пастух, почитавший только луну. Другие боги в гневе наслали на него двух львов, разорвавших его, а Селена превратила его в гору[48].
- Лисиппа. Амазонка, мать Танаиса от Бероса, её полюбил её сын[28].
- Лисиппа. Мать Тевфранта, помогла исцелить его[49].
- Мавсол. Сын Гелиоса. Его именем названа река (позднее Инд)[40].
- Марсий. Аполлон победил его в состязании, содрал с него кожу, из которой родились сатиры и потекла река[50].
- Меандр. Сын Керкафа и Анаксибии. Воюя с жителями Пессинунта, принёс обет, согласно которому позже принёс в жертву своего сына Архелая, жену и дочь, встреченных им по возвращении. Бросился в реку, названную его именем[14]. По другой версии, лишился рассудка по воле богини[51].
- Мед. Сын Артаксеркса. Полюбил Роксану и овладел ею, на следующий день из страха перед наказанием бросился в реку, названную его именем (позже Евфрат)[6].
- Мед. Сын нимфы Алфесибеи и Диониса, превратившегося в тигра. Реку, на которой это произошло, назвал Тигром[12].
- Медесигиста. Родила от Ганимеда Балленея[25].
- Мелан. Сын Посейдона, его именем названа река, позднее известная как Нил[3].
- Меон (конъектура). Его жена Левкофея, дети Пактол и Демодика[4].
- Мигдон. Отец Сагариса от Алексирои[8].
- Митра. Ненавидел женщин и породил от скалы сына Диорфа[43].
- Миэн. Сын Телестора и Алфесибеи. Его пыталась соблазнить мачеха, а затем оклеветала, и он удалился на гору и спрыгнул со скал, гору назвали его именем[11].
- Мнесалк. Отец девушек, принесенных в жертву Араксом, убил его дочерей[17].
- Момор. Опытен в птицегадании, основал Лугдун, увидев воронов у горы. Согласно автору, «лугом» на языке кельтов называют ворона, а «дуном» — возвышенное место[52].
- Наида. Нимфа, родила от Океана Ахелоя[24].
- Нил. Жена Гармафона, сын Хрисохой. Когда Исида решила вернуть Хрисохоя из подземного царства, Цербер залаял, и Нила охватило безумие, он бросился в реку Египт, названную его именем[3].
- Окирроя. Дочь Океана, мать Фасиса от Гелиоса, убита своим сыном[53].
- Окирроя. Родила от Гермеса Каика[9].
- Оксиалк. Индийский царь, отец Дамасалкиды[40].
- Пактол. Сын Меона и Левкофеи. Изнасиловал свою сестру Демодику, узнав об этом, бросился в реку, названную его именем[4].
- Палестин. Фракиец, сын Посейдона, после гибели своего сына Галиакмона покончил с собой, бросившись в реку Коноз[31].
- Пангей. Сын Ареса и Критобулы, сошёлся со своей дочерью, после чего бросился на меч. По его имени названа гора[47].
- Пил. Отец Аракса[17].
- Писидика. (Пейсидика.) Родила от Ареса Фестия[24].
- Полиид. Прорицатель, помог исцелить Тевфранта[49].
- Родопа. Сестра Гема, полюбившая его и превращенная в гору[36]. Сюжет упомянут у Овидия.
- Роксан. Отец Гаврана[30].
- Роксана. Дочь Кордия, которую изнасиловал Мед[6].
- Сагарис. Сын Мигдона и Алексирои. Оскорбил жрецов Матери Богов, и та наслала на него безумие, он бросился в реку, названную его именем[8].
- Сесероней. Некий правитель, лишивший власти Момора и Атепомара[52].
- Сипил. Сын Агенора и Диоксиппы. Убил по неведению мать и повесился на горе, названной его именем[5].
- Скамандр. Сын Корибанта и Демодики. Увидел Рею во время её таинств, впал в безумие и бросился в реку, названную его именем[41].
- Стимфел. Сын Ареса и Дорофеи. Потеряв сына Алкмеона, бросился в реку, названную его именем (позже Алфей)[10].
- Стримон. Сын Ареса и Гелики, отец Реса. Узнав о смерти сына, бросился в реку Палестин, названную его именем[31].
- Тайгета. Нимфа, которую изнасиловал Зевс, и она повесилась на вершине горы, названной её именем[54]. В других источниках плеяда.
- Танаис. Сын Бероса и амазонки Лисиппы, презирал женщин. Афродита наслала на него влечение к матери, и он бросился в реку, названную его именем[28].
- Тевфрант. Царь Мисии (упомянут другими авторами). Убил говорящего кабана, который скрывался в храме Артемиды Орфосии. Артемида воскресила кабана и поразила Тевфранта безумием. Его мать Лисиппа с помощью прорицателя Полиида принесла в жертву быка и умилостивила гнев богини, поставив у жертвенника золотого кабана[49].
- Телестор. Отец Миэна, преследовавший его[11].
- Тимандр. Знатный человек, убитый Каиком[9].
- Тмол. Сын Арея и Феогоны. Царь Лидии. Овладел Арсиппой, и Артемида наслала на него быка, который сбросил его со скалы[7].
- Фасис. Сын Гелиоса и Окиррои. Убил свою мать-прелюбодейку и впал в безумие из-за Эринний, бросился в реку, названную его именем[53].
- Феогона[англ.]. Родила от Арея Тмола[7].
- Феоклимен. Сын Тмола, похоронил отца и назвал гору его именем[7].
- Фестий. Сын Ареса и Писидики. Случайно убил своего сына Калидона и бросился в реку, названную его именем (позже Ахелой)[24].
- Хиона. Дочь Арктура. Была похищена Бореем и родила от него сына Гирпака[20].
- Хиос. Сын Аполлона и Агафиппы, похитил у Крёза золото. Преследуемый, бросился в реку, которую назвали Хрисоррой (Златоток)[4].
- Хрисиппа. Воспылала страстью к своему отцу Гидаспу и сочеталась с ним с помощью кормилицы, после чего была распята отцом[37].
- Хрисохой. Сын Нила и Гармафоны. Умер юным, но по воле Исиды из-за благочестия матери вернулся из подземного царства[3].
- Эвен. Упоминается в других источниках, а также в МСЖ 40.
- Эгесфий. Сын Зевса, породил от Иды идейских дактилей[44].

Список географических названий (не включены совпадающие с именами персонажей, см. выше):
- Адур. Прежнее название реки Каик[9].
- Аксен. Прежнее название реки Ахелой[24].
- Альмон (Солёная). Прежнее название реки Аракс[17].
- Альфий. Прежнее название горы Миэна[11].
- Амазоний. Прежнее название Танаиса[28].
- Амиклей. Прежнее название горы Тайгет[55].
- Анабайнос (Поднимающаяся). Прежнее название реки Меандр[14].
- Анатоле (Восход). Гора возле Ганга[13].
- Аргий. Прежнее название горы Микены по имени Аргуса Панопта[56].
- Аргилл. Гора возле Нила, где родился Дионис и назвал её в честь матери Арги (см. выше)[19].
- Арктур (Северный). Прежнее название Фасиса[53].
- Астерий (Звёздная). Прежнее название горы Киферон, данное Беотом[26].
- Афиней. Гора, названная так Диомедом, основавшим там святилище Афины[42].
- Бактр. Прежнее название реки Аракс[17].
- Бригул. Прежнее название Арара[18].
- Бриксаба (на местном языке «Бараний лоб»). Гора близ Танаиса, названа по имени барана с золотым руном[57].
- Гаргар. Прежнее название горы Иды[44]. Упомянуто у Гомера.
- Гирос (Круглая). Прежнее название горы Калидон[21].
- Дримил. Гора близ Евфрата, где родится камень, похожий на сардоникс[58].
- «Источник Мидаса». Прежнее название реки Марсий[50].
- Карманий. Прежнее название горы Пангей[47].
- Карманор. Прежнее название реки Инах[32].
- Керавний. Прежнее название горы Сипил[5].
- Керавнийский холм. Прежнее название горы Афиней[42].
- Коккигион (Кукушкина гора). На ней Зевс полюбил Геру, и она родила Ареса[59].
- Коноз. Первое название реки, позднее названной Палестином и Стримоном[31].
- Кориф (Вершина). Прежнее название горы Анатоле[13].
- Кристалл (Лёд). Прежнее название Фермодонта[60].
- Кроний. Гора близ Алфея, где скрывался Крон после гигантомахии[61].
- Ксанф. Прежнее название реки Скамандр[41]. Упомянуто и в других источниках.
- Ксаранд. Прежнее название реки Евфрат[6].
- Ксеробат (Сухоход). Прежнее название реки Сагарис[8].
- Ктур. Прежнее название горы Кроний[61].
- Ликорм. Прежнее название Эвена[62].
- Лиркей. Прежнее название Кукушкиной горы[59].
- «Ложе Борея». Прежнее название горы Кавказ[20].
- Лугдун. Гора и город, основанный Момором[52].
- Мавсор. Прежнее название горы Гавран около Тигра[30].
- Марафон. Первое название реки Эврот[38].
- Микены. Гора, названная от стона (микетмос) горгон, не догнавших Персея[56]. По другой версии, здесь Персей уронил навершие рукоятки меча (микес)[39].
- Никтим. Прежнее название реки Алфей[10].
- Нифант (Снежная). Первое название горы Кавказ (позже «Ложе Борея»)[20].
- Норик. Город, основанный Писистратом Лаконским возле останков Марсия[63].
- Пания. Страна, завоеванная Дионисом и названная по имени Пана, оставленного наместником. Позднее название исказилось в Спания[19] и Испания.
- Пилас (Ворота). Место на берегах Гидаспа[64].
- Ромб. Прежнее название реки Гебра[23].
- Саронический Сирт. Залив, куда впадает река Гидасп[37].
- Селеней. Прежнее название горы Апесант[15].
- Соллакс («Несущийся»). Прежнее название реки Тигр[12].
- «Стопа Кадма». Прежнее название реки Исмен[46].
- Терогон (Родящий гадов). Холм близ Гидаспа, где каждый год закапывают в землю старуху[65].
- Фрасилл. Прежнее название горы Тевфрант[49].
- Хлиар (Тёплая). Прежнее название реки Ганг[33].
- Хрисоррой (Златоток). Прежнее название Пактола[4].
- Элефант (Слон). Гора возле Гидаспа, названная от говорящего слона Пора[34].

### Малые сравнительные жизнеописания
В предисловии автор говорит, что обнаружил удивительные совпадения между событиями, происходившими с греками и римлянами, причем его выводы подкреплены надежными источниками. Сочинение содержит 41 пару коротких, не более абзаца, рассказов.
Как правило, один рассказ встречается в исторической (в ряде случаев мифографической) литературе, однако даётся заведомо ложная ссылка на источник. Второй же рассказ выдуман как копия первого (в ряде случаев имеет место более сложная контаминация — см. рассказ 8). При этом автор совершенно не разбирается в особенностях римских имён (он регулярно даёт детям иные фамилии, нежели отцовские, что в Риме невозможно) и хронологии римской истории.
- (1) Первый рассказ говорит о подвиге афинянина Кинегира во время Марафонской битвы. Второй — во время войны с царем Гасдрубалом в Сицилии патриций Луций Главкон из войска Метелла потерял обе свои руки, пытаясь удержать корабль Гасдрубала.
- (2) Согласно второму рассказу, Гай Муций Сцевола неудачно пытался убить царя этрусков Порсенну. Здесь выдуман первый рассказ: якобы во время похода Ксеркса на Грецию брат Фемистокла Агесилай пытался убить Ксеркса, проникнув в его лагерь, но убил его охранника Мардония, а затем устрашил Ксеркса, когда сжег свою руку.
- (3) Первый рассказ подлинен: о спартанце Офриаде, который после битвы с аргосцами воздвиг трофей. Согласно второму, Постумий Альбин после разгрома в Кавдинском ущелье (321 год до н. э.) якобы воздвиг трофей из щитов самнитов, после чего римлянин Максим разбил врагов в новой битве.
- (4) Первый рассказ — о подвиге Леонида и 300 спартанцев при Фермопилах. Согласно второму, во время войны римлян с карфагенянами якобы Фабий Максим во главе 300 воинов атаковал врага, а когда все они погибли, достиг вражеского военачальника Ганнибала и сразил его, погибнув сам.
- (5) Согласно второму рассказу, известному источникам, римлянин Курций бросился в пропасть на коне и в полном вооружении. Первый рассказ повествует, что аналогично себя принёс в жертву Анхур, сын Мидаса и Тимофеи, в Келенах во Фригии, и Мидас якобы воздвиг алтарь Зевса Идейского.
- (6) Согласно первому рассказу, Амфиарай был поглощен землей у города Гарма. Второй повествует, что якобы во время войны с Пирром под командованием Эмилия Павла был поглощен землей римлянин Валерий Конат, обеспечив победу своим.
- (7) Второй рассказ известен источникам: римский царь Тулл Гостилий победил альбанцев и казнил их царя Меттия Фуфетия, привязав его к двум колесницам. Согласно первому рассказу, Геракл в юности во главе беотийцев победил царя евбейцев Пирехма и подверг его той же казни, а место это назвали «Жеребята Пирехма».
- (8) Второй рассказ описывает, как Гораций Коклес защитил мост против атаки этрусков, хотя и был ранен стрелой в глаз (известная римская легенда, но другие источники считают, что ко времени этого боя он уже был одноглазым)[66]. Первый рассказ упоминает, как царь Филипп потерял глаз, якобы раненный олинфцем Астером, но спасся, переплыв через реку[67].
- (9) Вначале дается краткая отсылка к истории Икария, рассказанной Эратосфеном (ссылка подлинна). Второй рассказ весьма подробен: якобы крестьянин Сатурн, научившийся виноделию от Икария, породил от его дочери Энтории сыновей Януса, Гимнуса, Фавста и Феликса. Соседи, попробовав вина, посчитали, что их отравили, и убили Икария, а его внуки в отчаянии повесились. Когда римлян посетила чума, согласно оракулу Аполлона Лутаций Катул воздвиг близ Тарпейской скалы алтарь с четырьмя лицами, изображая четырёх внуков Икария. Сатурн поместил их среди звёзд.
- (10) Первый рассказ искаженно описывает историю спартанца Павсания (которого автор называет царём), обвиненного в измене и умершего от голода в храме Афины (ошибочно упомянут отец Павсания). Согласно второму рассказу, якобы во время войны римлян с латинами некий юноша Кассий Брут пытался предать родину за деньги, но был разоблачен отцом и умер от голода в храме Минервы Оксилиарии.
- (11) Здесь оба рассказа выдуманы, но во втором случае все действующие лица реальны: якобы Тарквиний Гордый, изгнанный из Рима, отрубил головы своим сыновьям, которые хотели его предать. Первый рассказ говорит, что Ариобарзан, якобы сын Дария III, хотел предать его во время битвы при Гранике с Александром, но отец отсёк ему голову[68].
- (12) Согласно второму рассказу, римский военачальник Манлий, воевавший с самнитами, приказал воинам не атаковать врага. Когда его сын нарушил приказ и добился успеха, Манлий казнил сына. В первом рассказе та же история рассказана о фиванском полководце Эпаминонде, который якобы казнил своего сына Стесимброта, победившего спартанцев, предварительно наградив его венком.
- (13) Здесь оба рассказа не встречаются в других источниках. Согласно первому, Геракл осаждал Эхалию, стремясь взять в жены Иолу. Она спрыгнула со стены, но ветер подхватил её одежду, и она не пострадала. Во втором рассказе со стены спрыгивает Клузия, якобы дочь этрусского царя, когда её город осаждает римский полководец Валерий Торкват. Когда она попала в плен, полководец изнасиловал её, после чего римляне выслали его на Корсику.
- (14) Второй рассказ об Ифигении в Авлиде общеизвестен. Согласно первому, якобы когда карфагеняне и сицилийцы заключили союз против римлян, полководец Метелл не принёс жертвы Весте, и та наслала противный ветер. Тогда авгур Гай Юлий потребовал от Метелла принести в жертву его дочь. Но Веста заменила Метеллу тёлкой и отправила девушку в Ланувий, где сделала её жрицей в святилище змея[69].
- (15) Согласно второму рассказу, Тарпея предала римлян сабинянам, и те убили её. Согласно первому, когда царь галатов Бренн осаждал Эфес, его полюбила девушка Демоника. Когда она предала город, галлы закидали её золотыми браслетами.
- (16) Второй рассказ повествует о схватке Горациев и Куриациев. Согласно первому, во время войны тегейцев и фенейцев стороны договорились решить исход войны поединком: со стороны первых сражались три сына Рексимаха, вторых — три сына Демострата. Вначале два сына Рексимаха пали, но затем третий, Критолай, одержал победу. Его сестра Демодика оплакивала своего жениха Демодика, и Критолай в гневе убил сестру. Он был привлечен своей матерью к суду, но оправдан.
- (17) Согласно второму рассказу, римский аристократ Антил, следуя знамению, вернулся в Рим и спас Палладий во время пожара в храме Весты, но ослеп, однако прозрел, когда ублаготворил богиню (в других источниках здесь названо имя великого понтифика Метелла, а чудесное прозрение не упомянуто). В первом рассказе говорится, что Ил якобы спас Палладий во время пожара в храме Афины в Илионе, ослеп, но затем прозрел.
- (18) Когда фракийцы воевали с афинянами, они получили оракул, что победят, если не убьют Кодра, но Кодр узнал об этом и был убит. Второй рассказ говорит, что Публий Деций увидел сон, что его смерть принесет победу римлянам. В битве с альбанцами он позволил себя убить. Редкий случай, когда оба рассказа в целом встречаются и у других авторов, но имена врагов искажены[70], а источники заведомо вымышлены.
- (19) Сиракузянин Кианипп не приносил жертв Дионису. Бог наслал на него опьянение, и тот изнасиловал свою дочь Киану. Когда город поразила чума, Аполлон приказал принести в жертву виновника. Киана принесла в жертву своего отца и покончила с собой. Согласно второму рассказу, то же самое случилось и в Риме, где Арунтий изнасиловал свою дочь Медуллину[71], а та заколола его на алтаре Юпитера. Оба рассказа выдуманы, хотя аналогичные мотивы есть в литературе.
- (20) Согласно Еврипиду, Эрехтей во время войны с Евмолпом принёс в жертву свою дочь. По второму рассказу, якобы во время войны с кимврами Марий увидел во сне, что должен принести в жертву свою дочь Кальпурнию. Он так и сделал и одержал победу, что подтверждают два алтаря в Германии.
- (21) Первый рассказ о фессалийце Кианиппе, который нечаянно убил свою жену, заимствован из Парфения[72] (см. Мифы Фессалии). То же самое, согласно второму рассказу, произошло с Эмилием из Сибариса, которого жена заподозрила в неверности и следила за ним на охоте. Собаки мужа разорвали её на куски, а муж покончил с собой.
- (22) Первый рассказ известен — о нечестивой любви Смирны к её отцу Киниру. Согласно второму, из-за гнева Венеры Валерия Тускуланария полюбила своего отца Валерия, и кормилица помогла их свиданию, причем отец её не узнал. Забеременев, Валерия попыталась покончить с собой, но безуспешно, и она родила сына Эгипана, которого называют Сильван. Узнав об этом, Валерий бросился со скалы.
- (23) Первый рассказ содержит ссылку на реально существовавшего историка Юбу, но неизвестно, верна ли она. Согласно ему, после падения Трои Диомед был занесен в Ливию. Царь Лик приносил в жертву чужеземцев своему отцу Аресу. Каллироя, дочь Лика, влюбилась в Диомеда и спасла его. Когда он отплыл, она покончила с собой. Согласно второму рассказу, римлянин Кальпурний Красс, сражавшийся вместе с Регулом, попал в плен к массилийцам, и те хотели принести его в жертву Сатурну. Но Бисалтия, дочь местного царя, влюбилась в него, предала своего отца и помогла римлянам победить.
- (24) Согласно Еврипиду, фракиец Полиместор погубил Полидора, а Гекуба отомстила за сына. По второму рассказу, якобы когда Ганнибал разорял Кампанию, Луций Тиберид отправил своего сына Рустия и свои богатства к зятю Валерию Гестию. Когда тот узнал о победах Ганнибала, то убил ребёнка. Узнав об этом, Тиберид пригласил к себе зятя, ослепил его и распял на кресте.
- (25) По первому рассказу, Теламон убил на охоте своего сводного брата Фока[73], которого ненавидел, и был изгнан. Согласно второму, Гай Максим имел двух сыновей, причем Рес был рожден им от Америи вне брака, и Рес убил своего брата Симилия на охоте, заявив, что это произошло случайно, но отец узнал истину и наказал его.
- (26) Согласно «Мелеагру» Еврипида, герой был рожден Алфеей от Ареса. По второму рассказу, Марс в образе пастуха соблазнил Сильвию и подарил ей древко копья (которое связано с жизнью ребёнка), а она вышла замуж за Септимия Марцелла и затем родила сына Тускина. Когда Мамерк не принес жертвы Церере, она наслала вепря. Тусцин, собрав охотников, убил вепря и подарил его голову своей невесте, но братья его матери Скимбрат и Муфий отобрали её. Тусцин убил своих родичей, тогда его мать сожгла древко, полученное от Марса. Весь рассказ — копирование истории Мелеагра.
- (27) Теламон, прибыв на Евбею, изнасиловал дочь Алкафоя и бежал. Алкафой приказал утопить её в море, но воин продал её в рабство на Саламин, Теламон купил её, и она родила Эанта. Не вполне ясно, изобретена ли данная версия самим Псевдо-Плутархом, хотя все имена известны мифографам. Согласно второму, полностью выдуманному, римлянин Кальпурний изнасиловал Флоренцию, дочь Луция Тросция и Патриды. Луций собирался утопить свою дочь, но её продали в рабство, и корабль попал в Италию. Кальпурний купил её, и она родила ему Контруска.
- (28) Эол, царь этрусков, имел от Амфифеи 6 дочерей и 6 сыновей[74]. Один из них, Макарей, полюбил свою сестру, которую отец убил. Согласно второму рассказу, 6 дочерей и 6 сыновей имели Папирий Толуцер и Юлия Пульхра. Старший из них, Папирий Роман, полюбил свою сестру Канулию, и она родила ребёнка. Узнав об этом, отец послал своей дочери меч. Она бросилась на него, то же сделал её брат.
- (29) Аристоним из Эфеса, сын Демострата, ненавидел женщин и сожительствовал с ослицей, которая родила ему красивую девушку по имени Оноскелида. Согласно второму рассказу, ненавидел женщин также Фульвий Стелл, который сожительствовал с кобылой, которая родила ему красивую дочь Эпону, она стала богиней и защищала лошадей. Оба рассказа не встречаются в других источниках, хотя богини Оноскелида[англ.] и Эпона известна.
- (30) Согласно первому рассказу, жители Сард воевали с жителями Смирны и потребовали от них позволить своим женам сожительствовать с сардийцами. Одна из смирнских служанок посоветовала своему хозяину Филарху послать им рабынь в одежде свободных, что и было сделано. Сардийцы были так измучены от сожительства с рабынями, что попали в плен. В честь этого события жители Смирны учредили праздник Элевтерии. По второму рассказу, того же требовал Атепомар, царь галлов, от римлян. Римляне послали им рабынь, и галлы, насладившись любовью, уснули. Рабыня Ретана, подавшая совет, сообщила об этом консулам, забравшись на смоковницу, и римляне одержали победу, учредив праздник. Близкий ко второму рассказ приведен в подлинных сочинениях Плутарха, объясняя происхождение праздника Капратинских нон[75].
- (31) Когда афиняне воевали с Евмолпом, распоряжавшийся запасами пищи Пирандр выдавал её очень бережно. Но афиняне заподозрили его в измене и забили камнями. Второй рассказ сообщает, что во время войны римлян с галлами Цинна уменьшил выдачу зерна, и римляне забили его камнями, обвинив в стремлении к царской власти. Оба рассказа не встречаются в других источниках.
- (32) По второму рассказу, из-за войн римский сенат отменил раздачи зерна, но Ромул восстановил их. Тогда сенаторы убили Ромула и разрезали на куски, а Юлий Прокул заявил, что тот стал богом. Согласно первому рассказу, во время Пелопоннесской войны некий Писистрат из Орхомена благоволил простому народу. Богатые члены совета убили его и разрезали на куски. Когда народ стал возмущаться, сын царя Тлесимах сообщил, что видел своего отца у горы Писа в облике, превосходящем смертный, и толпа успокоилась.
- (33) Первый рассказ известен: в нём говорится о сыне Пелопа Хрисиппе, которого убила Гипподамия, стремясь возложить вину на влюбленного в него Лаия, но умирающий Хрисипп открыл истину, и Пелоп изгнал Гипподамию. Согласно второму рассказу, Эбий Толиейкс имел от своей жены Нуцерии двух сыновей, а также сына Фирма от вольноотпущенницы, которого любил больше других. Нуцерия пыталась убедить своих сыновей убить брата, но те отказались. Тогда она взяла меч у стражника Фирма и заколола спящего ребёнка. Однако умирающий открыл правду, и Эбий изгнал свою жену.
- (34) Согласно первому рассказу, Федра полюбила своего пасынка Ипполита, но затем оклеветала его. По второму, некий Коммуний Супер из Лаврента имел от нимфы Эгерии сына Комминия, а его второй женой была Гидика. Она влюбилась в пасынка, но, отвергнутая им, повесилась, оставив письмо с ложными обвинениями. Узнав об этом, отец воззвал к Нептуну, который послал быка, испугавшего лошадей юноши, и тот был убит ими.
- (35) Первый рассказ сомнителен и упоминается лишь жившими после Псевдо-Плутарха. Когда на Спарту обрушилась чума, оракул приказал приносить в жертву девушек каждый год. Когда народ выбрал для жертвы Елену, прилетел орёл, забрал меч и сбросил меч на телицу, и спартанцы прекратили жертвы. Согласно второму рассказу, чума пришла в город Фалерии, и оракул потребовал приносить девушку в жертву Юноне каждый год. Когда в жертву выбрали Валерию Луперку, прилетел орёл, принеся жезл и молоточек, забрав меч и сбросив его на телицу, а Валерия принесла тёлку в жертву.
- (36) Второй рассказ о Ромуле и Реме хорошо известен[76]. Согласно первому, Филонома, дочь Никтима и Аркадии, была спутницей Артемиды на охоте, но Арес в облике пастуха овладел ею, она родила близнецов и бросила их на Эриманфе, волчица вскормила их. Пастух Гилиф воспитал детей, назвав их Ликаст и Паррасий, и они унаследовали власть в Аркадии.
- (37) Первый рассказ о спасении Ореста после смерти Агамемнона известен. Согласно второму, якобы Фабий Фабрициан, родич Фабия Максима, захватил столицу самнитов Туксиум и отправил в Рим статую Венеры Победительницы. Его жена Фабия[77], соблазненная Петронием Валентином, убила своего мужа. Но его дочь Фабия спасла своего юного брата Фабрициана. Когда тот вырос, он убил свою мать и её любовника, и был оправдан сенатом.
- (38) Бусирис, сын Посейдона и Аниппы, дочери Нила[78], приносил в жертву странников, но был убит Гераклом. Согласно второму рассказу, когда Геракл гнал через Италию скот Гериона, его встретил царь Фавн, сын Меркурия, который приносил гостей в жертву своему отцу, но Геракл убил Фавна.
- (39) Мастер Перилл изготовил бронзового быка для тирана Агригента Фаларида, и стал его первой жертвой. Согласно второму рассказу, в сицилийском городе Сегеста жил тиран Эмилий Цензорин, для которого мастер Аррунций Патеркул изготовил бронзового коня, чтобы пытать граждан. Тиран поместил мастера внутрь коня, а затем сбросил его с Тарпейской скалы.
- (40) Эвен, сын Ареса и Стеропы, женился на Алкиппе, дочери Эномая[79], у них родилась дочь Марпесса, которую он хотел оставить девой. Идас похитил её, когда она танцевала, и бежал. Отец преследовал её, но бросился в реку Ликорм и стал бессмертным. Согласно второму рассказу, у некоего царя этрусков Анния была дочь Салия, которую он хотел оставить девой. Её полюбил Кафет, похитил и увёз в Рим. Отец бросился в реку Пареузий, которая стала называться Анио. Детьми Кафета и Салии была Латин и Салий.
- (41) Согласно первому рассказу, эфесец Гегесистрат убил одного из родичей и отправился в Дельфы, где получил предсказание, что должен поселиться там, где увидит танцующих крестьян, украшенных оливковыми ветвями. Это сбылось в одной местности в Азии, где он основал город Элей. Согласно второму рассказу, когда Телегон искал отца, ему было поручено основать город там, где он увидит крестьян, украшенных веточками дуба. Он основал город Принист, который стал называться Пренесте. Другие источники этих рассказов не упоминают.

### Аппарат трактатов «О реках» и «МСЖ»
Труд «О реках» снабжён богатым «лженаучным аппаратом», включающим 154 ссылки на 71 автора. Подавляющая их часть полностью выдумана.
Аппарат трактата «О реках» отличается значительным разнообразием — использованы эпические поэмы, сочинения по хорографии и парадоксографии, даже «полития» (отсутствующая у Аристотеля). В ряде случаев сопоставляются версии разных авторов, указаны заимствования.
Большая часть имен вымышлена, а в тех случаях, когда имена подлинны, часто вымышлена ссылка. Особенно это показательно для «Малых сравнительных жизнеописаний». Хотя очевидно использование ряда достоверных авторов, конкретные ссылки на их труды принципиально отсутствуют.
Различение тёзок не всегда возможно, поэтому следующий указатель не абсолютно точен:
- Агафархид Самосский. «Персидская история», кн. 2[82]. «О Фригии»[83]. «О камнях», кн. 4[84].
- Агафокл Милетский. «О реках»[45].
- Агафокл Самосский. «Пессинунтская полития»[14].
- Агафон Самосский. «О реках», кн. 2[45]. «О Скифии», кн. 2[85]. Без указания сочинения[86].
- Агафоним. «Персеида»[59].
- Агесилай. «Италийская история», кн. 3[87].
- Александр Полигистор. «Италийская история», кн.3[88].
- Алексарх. «Италийская история», кн. 4[89].
- Антисфен. «Мелеагрида», третья песнь[90].
- Аретад Книдский. «Македонская история», кн. 3[91]. «История островов», кн. 2[92]. «О Фригии»[93].
- Аристид Милетский. «Сицилийская история», кн. 1[94], кн. 3[95]. «Персидская история», кн. 1[96]. «Италийская история», кн. 1[97], кн. 3[98], кн. 4[99], кн. 14[100], кн. 19[101], без указания книги[102]. Без указания сочинения[103].
- Аристобул. «Италийская история», кн. 3[104]. «О камнях», кн. 1[105].
- Аристодем. «Третье собрание рассказов»[101].
- Аристокл. «Италийская история», кн. 3[106]. «Необычайные события», кн. 2[87].
- Аристоним. В кн. 3 некоего сочинения[107].
- Аристотель. «О реках», кн. 4[108].
- Архелай. «О реках», кн. 1[109], кн. 13[65].
- Гераклит Сикионский. «О камнях», кн. 3[110].
- Гермесианакт Кипрский. «О Фригии», кн. 2[111]. Сочинение не указано[112].
- Гермоген. Цитирует Сосфена Книдского[113].
- Гесианакс. «Ливийская история», кн. 3[114].
- Демарат. «Аркадская история», кн. 2[115]. «О Фригии», кн. 4[84]. «О реках», кн. 3[116].
- Демодок. «Гераклия», первая песнь[15].
- Демострат Апамейский. «О реках», кн. 2[117]. Сочинение не указано[51].
- Деркилл. «Основания городов», кн. 1[118]. «Италийская история»[86]. «О горах», кн. 3[119]. «О камнях», кн. 1[120]. «О сатирах», кн. 1[121]. «Об Этолии», кн. 3[122].
- Диокл Родосский. «Об Этолии»[90].
- Дионисий Сицилийский. Использовал сочинение Аристида Милетского[94].
- Дорофей Халдейский. «Италийская история», кн. 4[123]. «Метаморфозы», кн. 3[124]. «О камнях», кн. 2[125].
- Досифей. «Сицилийская история», кн. 3[126]. «Лидийская история», кн. 3[97]. «Потомки Пелопа»[127]. «Италийская история», кн. 3[128]. «Этолийская история», кн. 1[88].
- Еврипид. «Эрехтей»[123], «Мелеагр»[129]. О Полидоре[130].
- Зопир Византийский. «Истории», кн. 3[131].
- Каллисфен. «Метаморфозы», кн. 2[100]. «Македонская история», кн. 3[132]. «Фракийская история», кн. 3[133]. «Об охоте», кн. 3[134].
- Каллисфен из Сибариса. «О Галлии», кн. 13[135].
- Кемарон. «Об Индии», кн. 10[13].
- Клеанф. «О горах», кн. 1[113], «Теомахия», третья песнь[20].
- Клитоним. «Италийская история»[136]. «История Сибариса», кн. 2[137]. «О Фракии», кн. 3[138].
- Клитофон. «Галльская история»[139]. «Основания городов», кн. 13[52]. Неясная цитата[140].
- Клитофон Родосский. «Об Индии», кн. 1[141].
- Корнелий Александр. «О Фригии», кн. 3[50].
- Критолай. «Эпирская история», кн. 3[142]. «Феномены»[143].
- Ктесий. «О реках», кн. 1[144].
- Ктесий Книдский. «О горах», кн. 2[145].
- Ктесий Эфесский. «Персеида», первая песнь[56].
- Ктесипп. «О Скифии», кн. 2[146].
- Ктесифон. «Беотийская история», кн. 3[147]. «О деревьях», кн. 1[148], кн. 13[149]. «О растениях», кн. 3[105]. «О Персии», кн. 1[17].
- Леон Византийский. «О Беотии», книга не указана[26], «О реках», кн. 3[150].
- Менилл. «Беотийская история», кн. 1[151]. «Италийская история», кн. 3[129].
- Никанор Самосский. «О реках», кн. 2[152].
- Никий Маллосский. «О камнях»[58]. Без указания сочинения[153].
- Парфений. Стихи[137]. Ссылка подлинна.
- Пирандр. «Пелопоннесская история», кн. 4[154].
- Пифокл Самосский. «Италийская история», кн. 3[151]. «Сокровище замужества», кн. 3[155].
- Плесимах. «Возвращения», вторая песнь[156].
- Сократ. «Фракийская история», кн. 2[157].
- Сострат. «Этрусская история», кн. 2[158]. «О реках», кн. 2[46], «Свод мифов», кн. 1[159].
- Сосфен Книдский. «Об Иберии», кн. 13[19]. Неуказанное сочинение[113].
- Тимаген Сирийский. Цитирует Каллисфена из Сибариса[135].
- Тимагор. «О реках», кн. 1[160].
- Тимолай. «О Фригии», кн. 1[14].
- Тимофей. «О реках», кн. 11[23], «Об Арголиде»[45].
- Трисимах. «Основания городов», кн. 3[142].
- Феодор. «Метаморфозы»[161].
- Феотим. «Италийская история», кн. 2[132].
- Феофил. «Италийская история», кн. 3[153]. «Пелопоннесская история», кн. 2[104]. «О камнях», кн. 1[12].
- Фрасилл из Мендеса. «О Египте»[162], «О Фракии»[163], «О камнях», кн. 3[163].
- Хрисерм Коринфский. «Пелопоннесская история», кн. 3[164]. «Истории»[136]. «О реках», кн. 3[165], кн. 13[166], «Об Индии» (80-я книга)[65], «О Пелопоннесе», кн. 1[39].
- Хрисипп. «Италийская история», кн. 1[158].
- Эвгемерид Книдский. Сочинение не указано[63].
- Эратосфен. «Эригона»[143].
- Юба. «Ливийская история», кн. 3[114].
- Ясон Византийский. «О Фракии»[167].
- Аноним. «Относительно рек», кн. 3[89]. «Причины», кн. 2[99].

### О музыке
Трактат написан в форме диалогов во время пира (симпосия), возможно, в подражание «Застольным беседам» Плутарха, примерно в том же жанре, что и знаменитый (более крупный) трактат «Пир мудрецов» Афинея. Датируется не ранее II в., поскольку содержит ссылки на Теона Смирнского. Редактор критического издания трактата «О музыке» Франсуа Лассер, основательно изучивший рукописную традицию и содержание источника, датировал его в диапазоне между 170 и 300 годами.
В отличие от большинства сохранившихся древнегреческих трудов о музыке, содержащих теоретические концепции (как в «Гармониках» Аристоксена, Птолемея и Клеонида), труд Псевдо-Плутарха посвящён преимущественно истории музыки. Неизвестный автор не ставит перед собой задачу создания целостной концепции истории. Его работа представляет собой скорее развлекательно-познавательное чтение на тему ушедшей (ко времени автора) великой культуры. Отсюда эклектизм содержания и «рапсодичность» формы текста, представляющего собой попурри из различных философских и литературных, реже специальных музыкально-теоретических, трудов. Как обычно в то время, общие «проблемные вопросы» истории (например, «кто был первый музыкант», или «как была обретена первая лира»), интерпретируемые с активным привлечением мифа, причудливо смешаны в изложении со вполне реальными и конкретными персонажами (Тимофей Милетский, Ферекрат, Аристофан) и историческими фактами (каковы первые известные сочинения с применением хроматики). Ценность представляют уникальные цитаты из классических и позднейших греческих источников, начиная с V в. (например, цитаты из Главка Регийского и Гераклида Понтийского), которые, как считается, переданы автором в целом достоверно.

## Рецепция
Первым автора «МСЖ» использует Климент Александрийский (Протрептик III 42), ссылаясь не на само сочинение, а на его «лжеисточник» — Дорофея, а затем автор сочинения «Об удивительных слухах» (Псевдо-Аристотель), часто Стобей, также схолиаст Дионисия Периэгета, изредка Иоанн Лид, Цец, Евстафий Солунский и Зонара. Иногда ссылки на выдумки Лжеплутарха встречаются и в современной научной литературе, энциклопедиях и популярных справочниках, а также в английской Википедии. Не обошли их вниманием и приверженцы «Новой хронологии». Сочинения «Малые сравнительные жизнеописания» и «О реках» Псевдо-Плутарха полностью переведены на русский язык, в комментариях отмечается их бесспорная недостоверность, они не отражают какую бы то ни было несохранившуюся традицию.
Оригинал трактата «О музыке» Псевдо-Плутарха неоднократно издавался в Новое время. Наиболее известны издания Анри Вайля и Теодора Райнаха (1900) и издание Франсуа Лассера (1954). Существуют переводы текста на французский (Лассер), английский (Эндрю Баркер), русский (Н. Н. Томасов, В. Г. Цыпин) языки.

## Издания оригиналов и переводы
- Greek & Roman parallel stories, translated by F. C. Babbitt // Plutarch. Moralia. Vol. IV. (Loeb Classical Library. Volume 305). Cambridge, MA. Harvard University Press. 1936.
- Лже-Плутарх. Собрание параллельных греческих и римских историй. / Пер. Н. В. Васильевой. // Вестник древней истории. 1980. № 2.
- Фрагменты сочинения «О реках». (В составе «Известий о Скифии и Кавказе» В. В. Латышева). // Вестник древней истории. 1948. № 1. С.223-227.
- Лжеплутарх. О реках. / Пер. Д. О. Торшилова. // Торшилов Д. О. Античная мифография: Мифы и единство действия. СПб.: Алетейя, 1999. С. 307—383 и статья (стр. 262—290)
- Plutarque. De la musique. Édition critique et explicative par H. Weil et Th. Reinach. Paris, 1900.
- Plutarque. De la musique, ed. F. Lasserre. Olten, Lausanne: Urs Graf Verlag, 1954. 186 p. (оригинальный текст и французский перевод).
- Плутарх. О музыке. Перевод Н. Н. Томасова в редакции Е. М. Браудо. Петербург, 1922.
- Плутарх. О музыке. Перевод и комментарии В. Г. Цыпина. Предисловие С. Н. Лебедева // Научный вестник Московской консерватории, 2017, № 2, с. 9-55.